# Boris Horvat
Boris Horvat, slovenski inženir elektrotehnike in izdelovalec glasbil, * 18. februar 1956, Mladenovac, Srbija
Boris Horvat je leta 1980 diplomiral na ljubljanski FE. Izdelovanja starih instrumentov s tipkami se je učil pri priznanih evropskih mojstrih. Doslej je po baročnih zgledih izdelal več deset odličnih strunskih instrumentov s tipkami. Poleg izdelovanja pa se ukvarja tudi z restavriranjem starih glasbil. Leta 1981 je objavil  publikacijo Uglaševanje glasbenih instrumentov.